# 罗彻斯特理工学院
羅徹斯特理工学院（Rochester Institute of Technology，縮寫：RIT，又作罗切斯特理工大学）是一所位于美国纽约州羅徹斯特的私立大学。羅徹斯特理工学院于1829年建校，1944年改为现在校名。該校在2023年《美國新聞與世界報道》的美國全國大學排名中列於第105位。
美国联邦政府的国立聋人理工学院（National Technical Institute for the Deaf）也设置其中。国立聋人理工大学在全美以聋哑人作为教学对象的高等教育机关中历史仅次于华盛顿特区的高立德大學，其手语课程在全美居首。接受计算机技术和经营学3年课程后可转入羅徹斯特理工学院其他院系。

## 院系

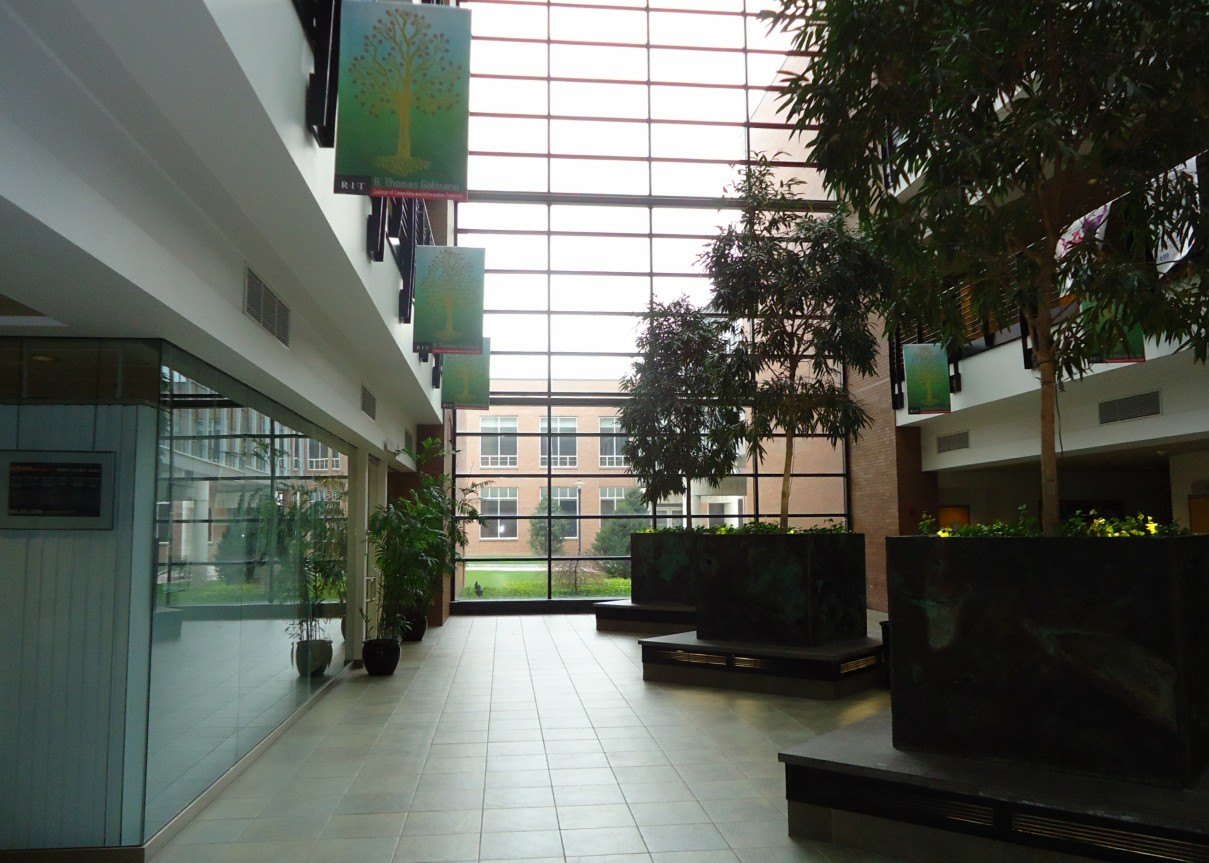
计算机信息学院主楼内景

- 应用科技学院 College of Applied Science and Technology
- 桑德斯商学院 Saunders College of Business
- 托马斯格里萨诺计算机信息学院 B. Thomas Golisano College of Computing and Information Sciences
- 凯特格里森工程学院 Kate Gleason College of Engineering
- 健康科技学院 College of Health Sciences and Technology
- 视觉成像艺术与科技学院 College of Imaging Arts and Sciences
- 文理学院 College of Liberal Arts
- 美国国家聋人技术学院 National Technical Institute for the Deaf
- 理论科学学院 College of Science

## 排名
羅徹斯特理工学院在2023年的美国新闻与世界报道中排名美国全国性大学105名。其本科工程学科排名全国第54名，商科本科排名全国73。研究生方面工科排名全國第63名，工科排名全國第90名。